# Konstepidemin

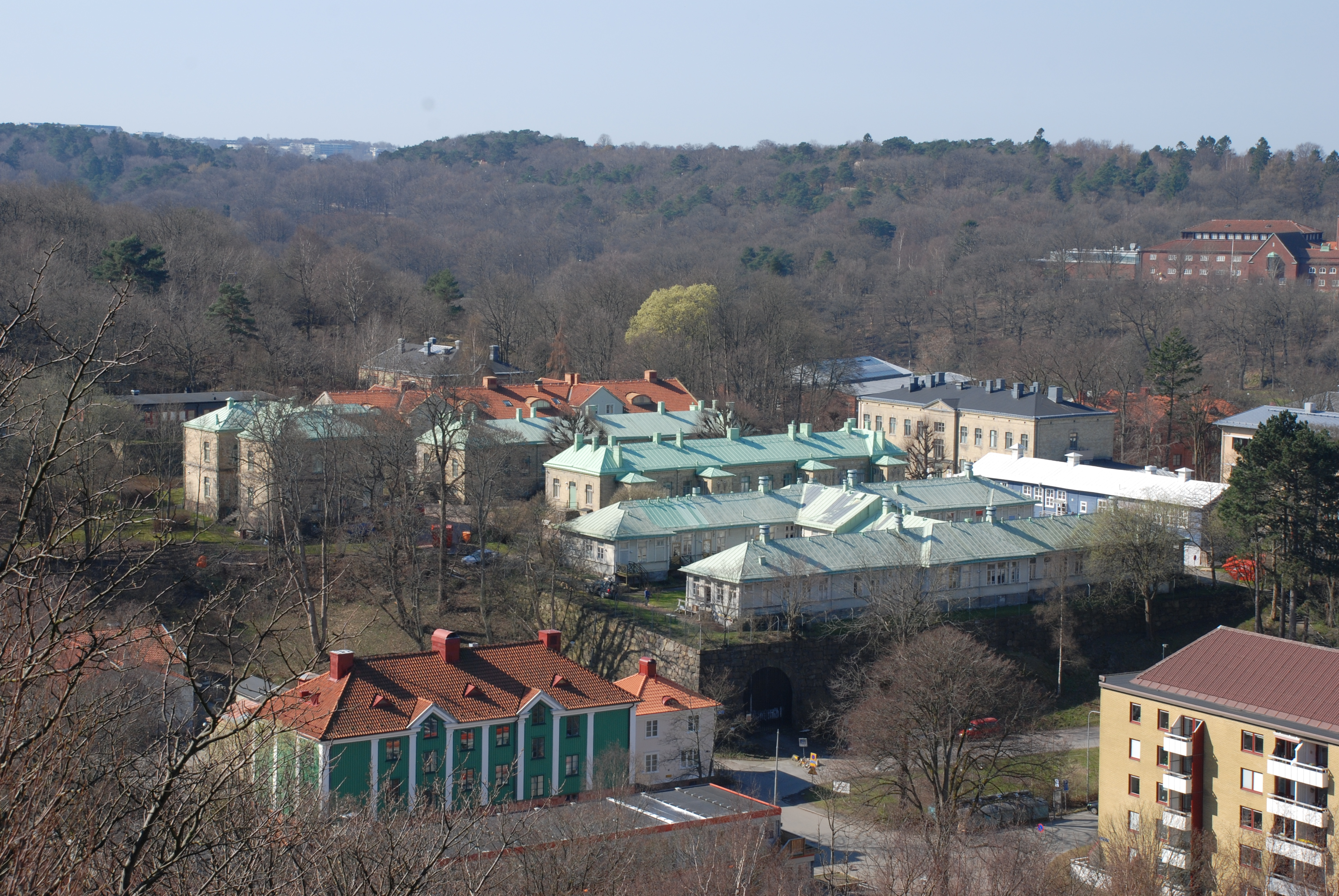
Konstepidemin.

Konstepidemin är en förening och ett ateljéområde i Göteborg som 1987 flyttade in i tidigare Barn- och ungdomspsykiatrins lokaler i det gamla epidemisjukhuset invid Haraldsgatan, numera Konstepidemins Väg vid Linnéplatsen i Göteborg. Förutom ett hundratal ateljéer finns även gallerier och en restaurang.
Även området och byggnaderna benämns Konstepidemin. På Konstepidemin finns författare, bild- och formkonstnärer, scenkonstnärer, musiker, fotografer, filmare med flera.

## Historia
Epidemisjukhuset anlades 1886 och var verksamt till 1970. Därefter tog Barn- och ungdomspsykiatriska kliniken vid Sahlgrenska Universitetssjukhuset över lokalerna. Verksamheten flyttades med tiden till andra platser och paviljonger på området stängdes ner.
I början av 1980-talet fanns en brist på ateljéer i Göteborg. På grund av de omfattande rivningarna i staden försvann lokaler med hyror som konstnärer hade råd med och arbete pågick för att råda bot på detta.
Konstnärerna Robert Jonsvik och Jens Mattiasson fann av en slump en ledig lokal i det gamla epidemisjukhuset 1983 och började skissa på idén om att skapa ateljé- och kulturcentrumet Konstepidemin. En arbetsgrupp bestående av Robert Jonsvik, Jens Mattiasson, Sten Henriksson och Bengt Lidström bildades. Gruppen lade fram en utredning om Konstepidemin 1985.
Utredningen innehåller ett manifest där man kan läsa:
Vad vill Konstepidemin?
- verka för en förnyad syn på konsten och konstnären som en integrerad del av samhälle
- vara en mötesplats mellan konsten och samhället och mellan konstnären och medborgaren
- tillskapa arbetslokaler för konstnärer
- skapa möjligheter för konstnärer av olika kategorier att långsiktigt kunna arbeta tillsammans i projekt
- verka för ett nordiskt och internationellt samarbete mellan konstnärer
- att verka för Göteborg som kulturstad

Gruppen fick gehör för sin utredning och föreningen Konstepidemin bildades 24 juni 1986.
Konstepidemin invigdes 28 mars 1987 och är sedan dess ett konstnärsdrivet kulturcentrum.

## Området
Konstepidemin ligger upphöjt på en kulle i stadsdelen Annedal i Göteborg och består av 14 byggnader omgivna av en stor park. De flesta av byggnaderna är paviljonger från sjukhustiden och är väl lämpade för konstnärlig verksamhet. 
Området rymmer 108 ateljéer, 3 gallerier, diverse ambulerande utställningslokaler, scenkonstlokaler, pedagogisk verksamhet, restaurang Blå huset samt verksamhets och möteslokaler. 5 av ateljéerna är gästateljéer vigda för residens- och utbytesprogram.

## Verksamhet
Konstepidemin har över 130 yrkesverksamma medlemmar och är en konstnärsdriven organisation där medlemmarna själva arbetar med Konstepidemins verksamhet. Verksamheten består av  ateljéer för medlemmarna, publikt program, konstnärsutbyten, pedagogiskt program samt utåtriktade kulturprojekt.
Varje månad arrangeras Epidemilördag med utställningar, föreställningar och workshops.

## Konstnärer
En mängd konstnärer och grupper har och har haft ateljéer på Konstepidemin genom åren.
Bland annat Ernst Billgren, Annika von Hausswolff, Johan Zetterquist, Kent Karlsson, Ewa Brodin, Göteborg Film Festival, Totta Näslund, Nikke Ström, Sandra Ikse, Johan Kylén,  Lina Ekdahl, Sven-Erik Johansson. 

## Bilder

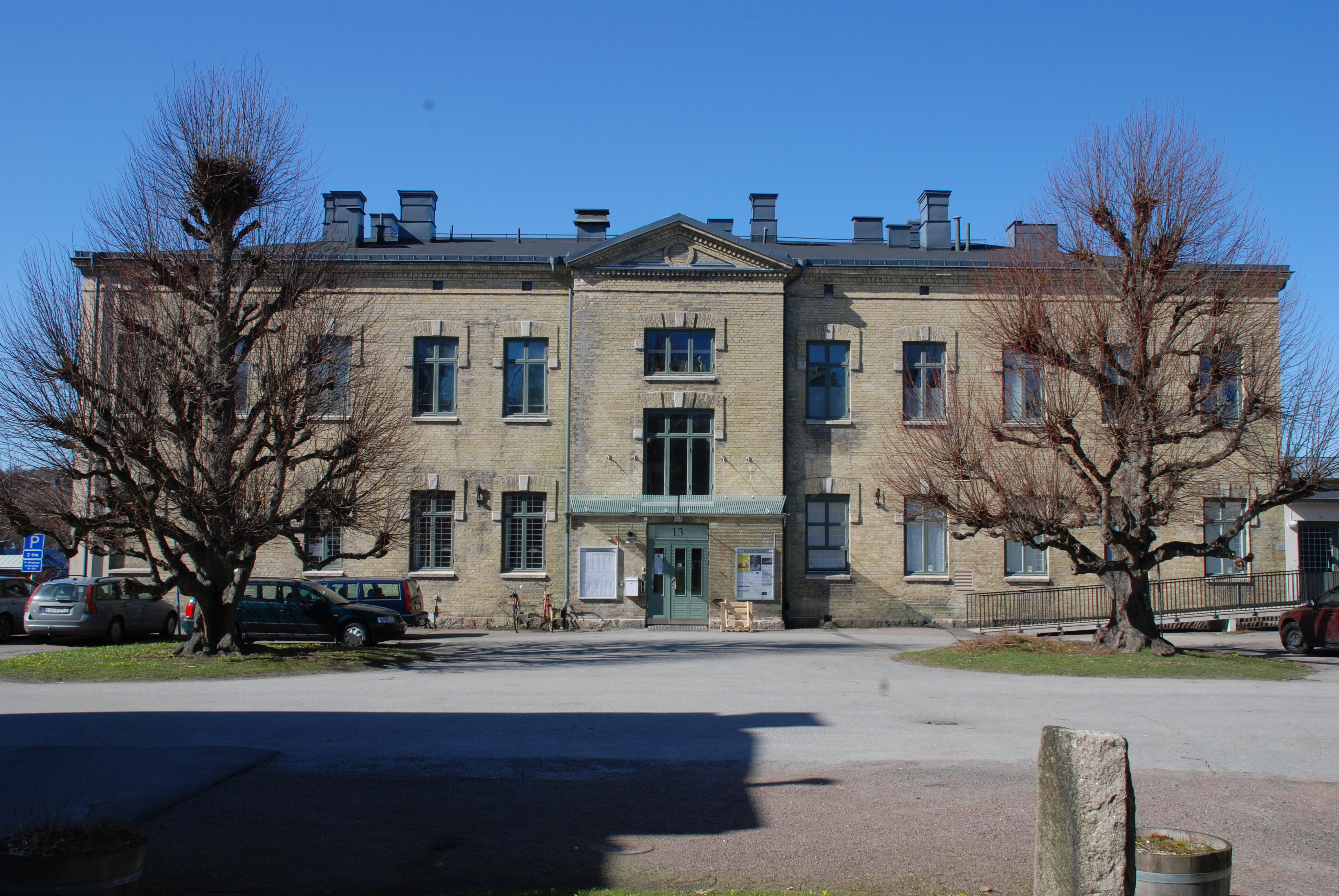
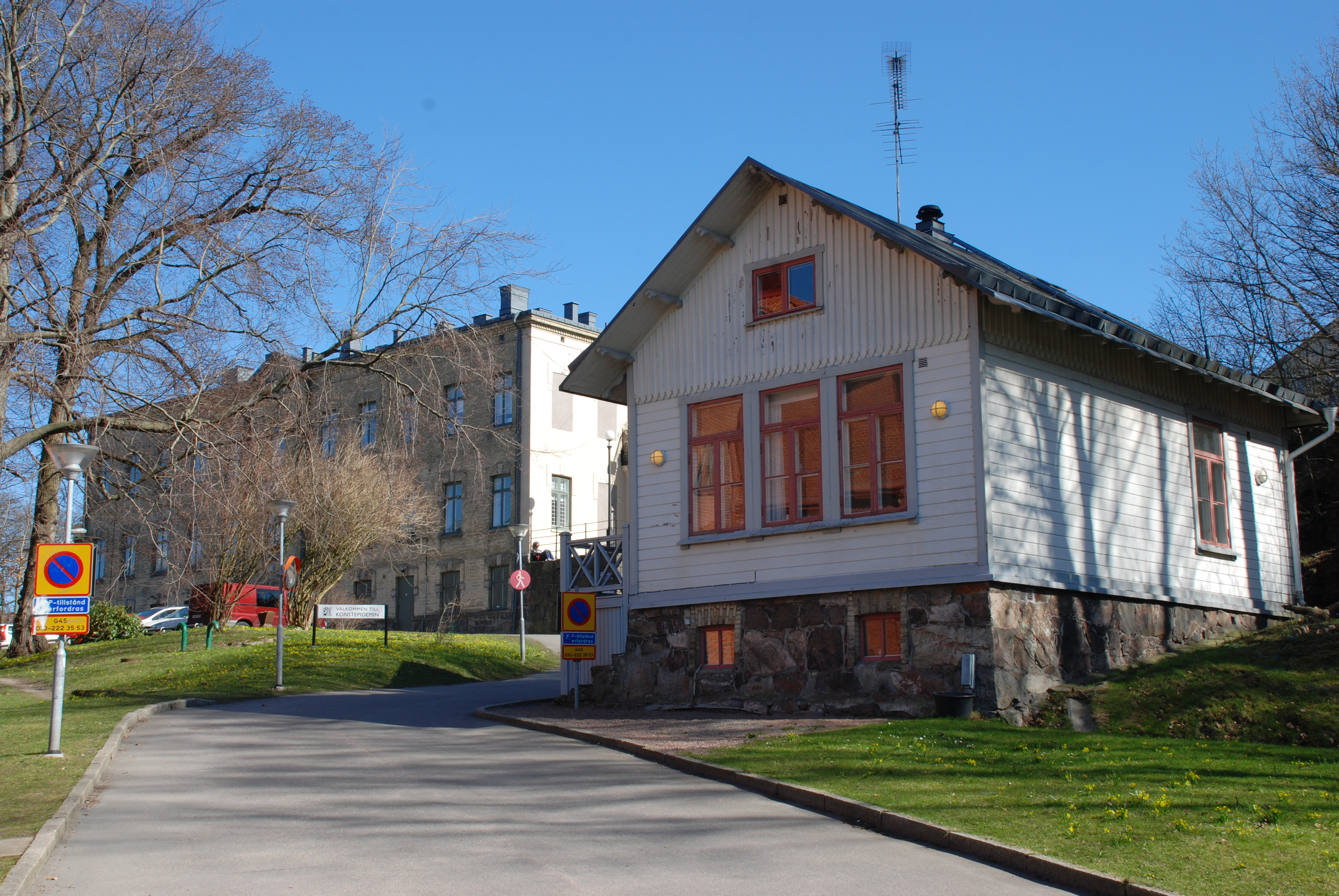
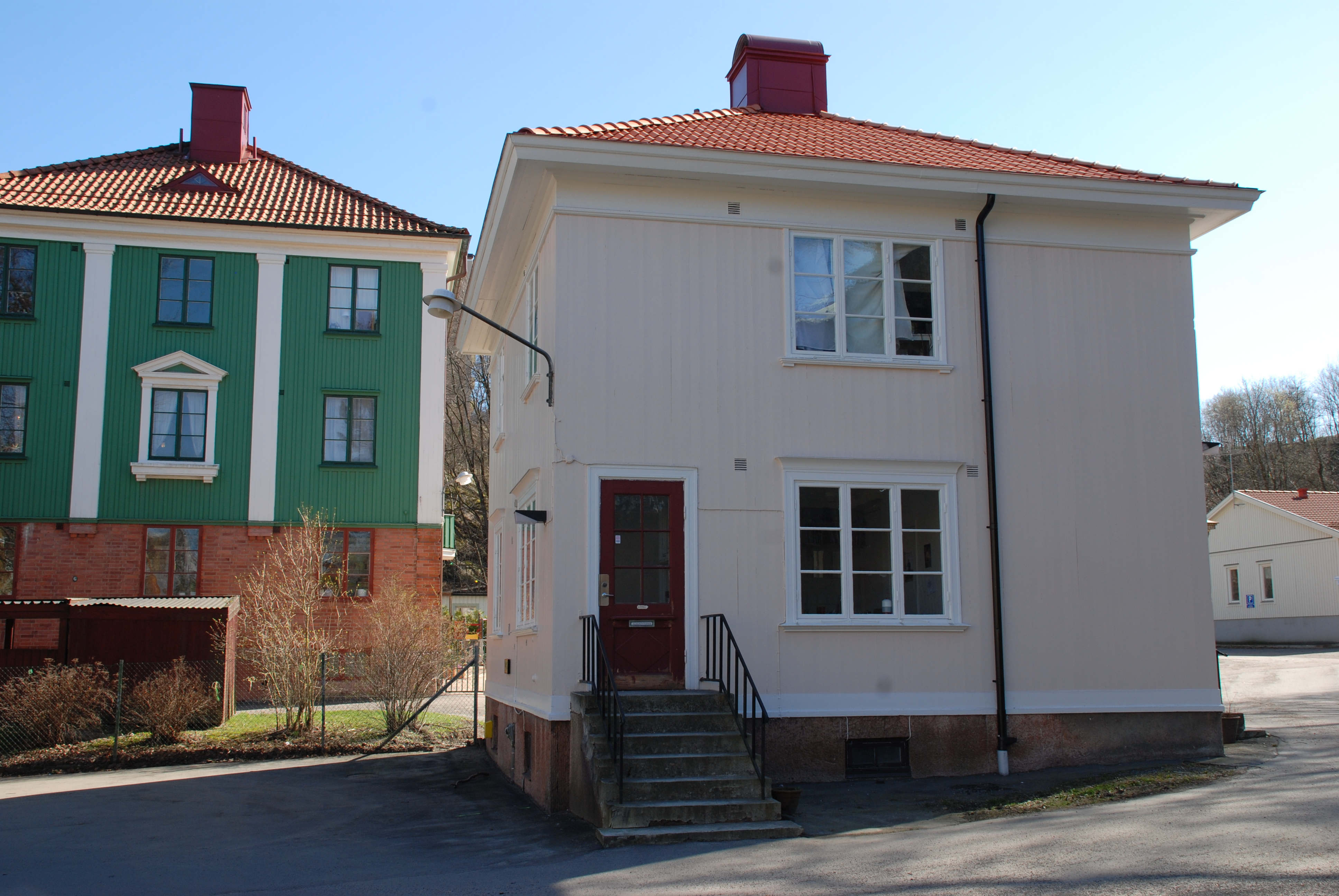
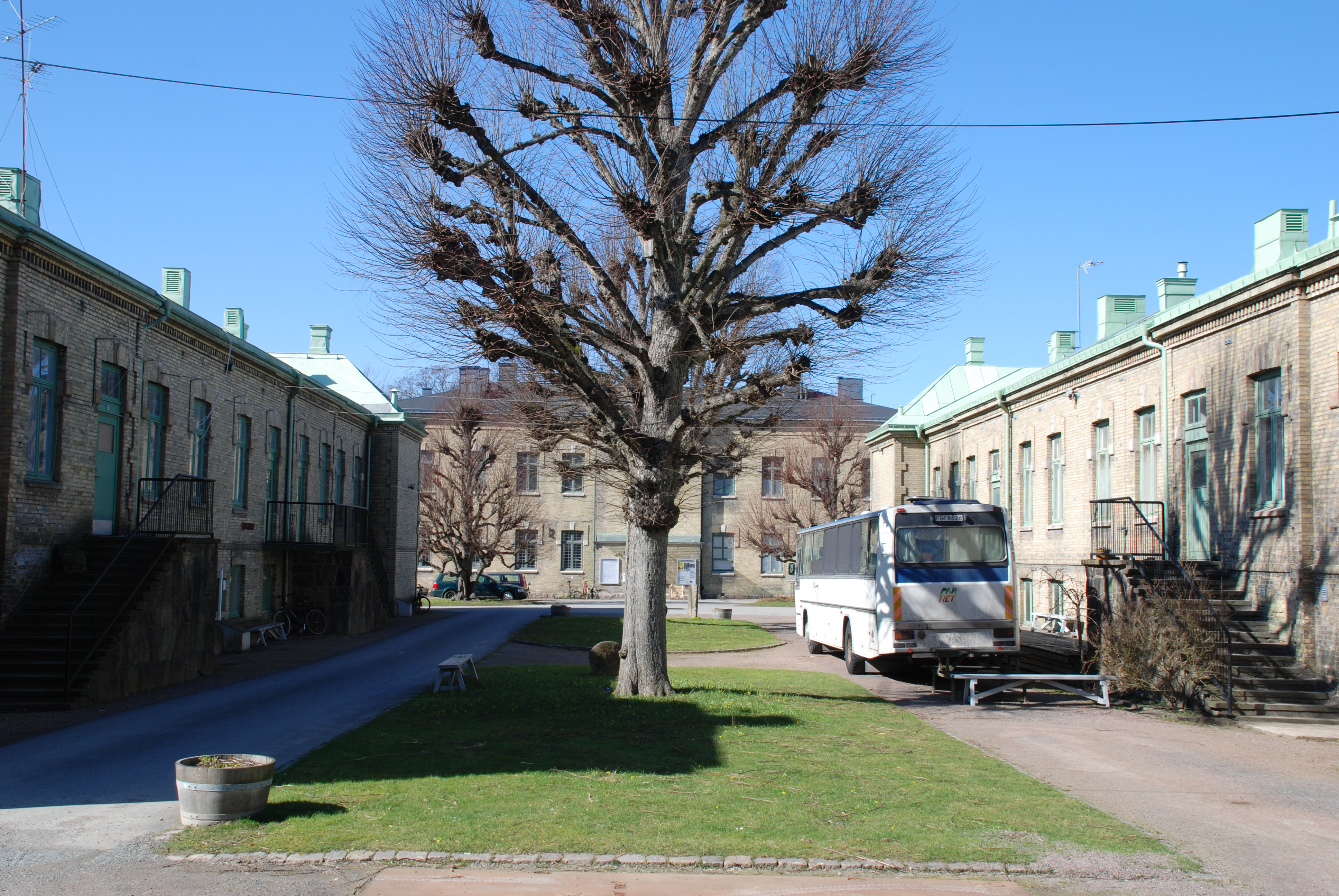
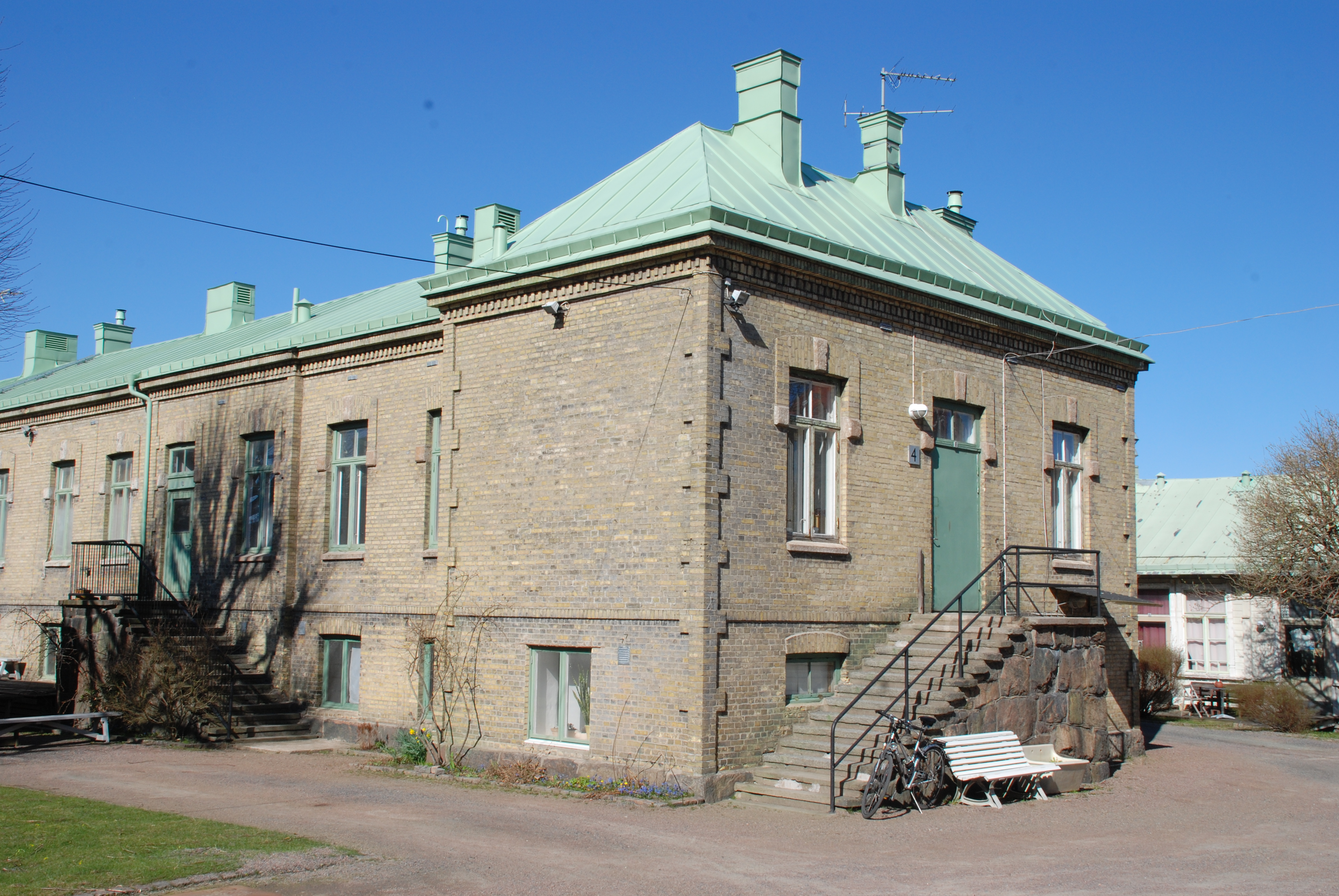
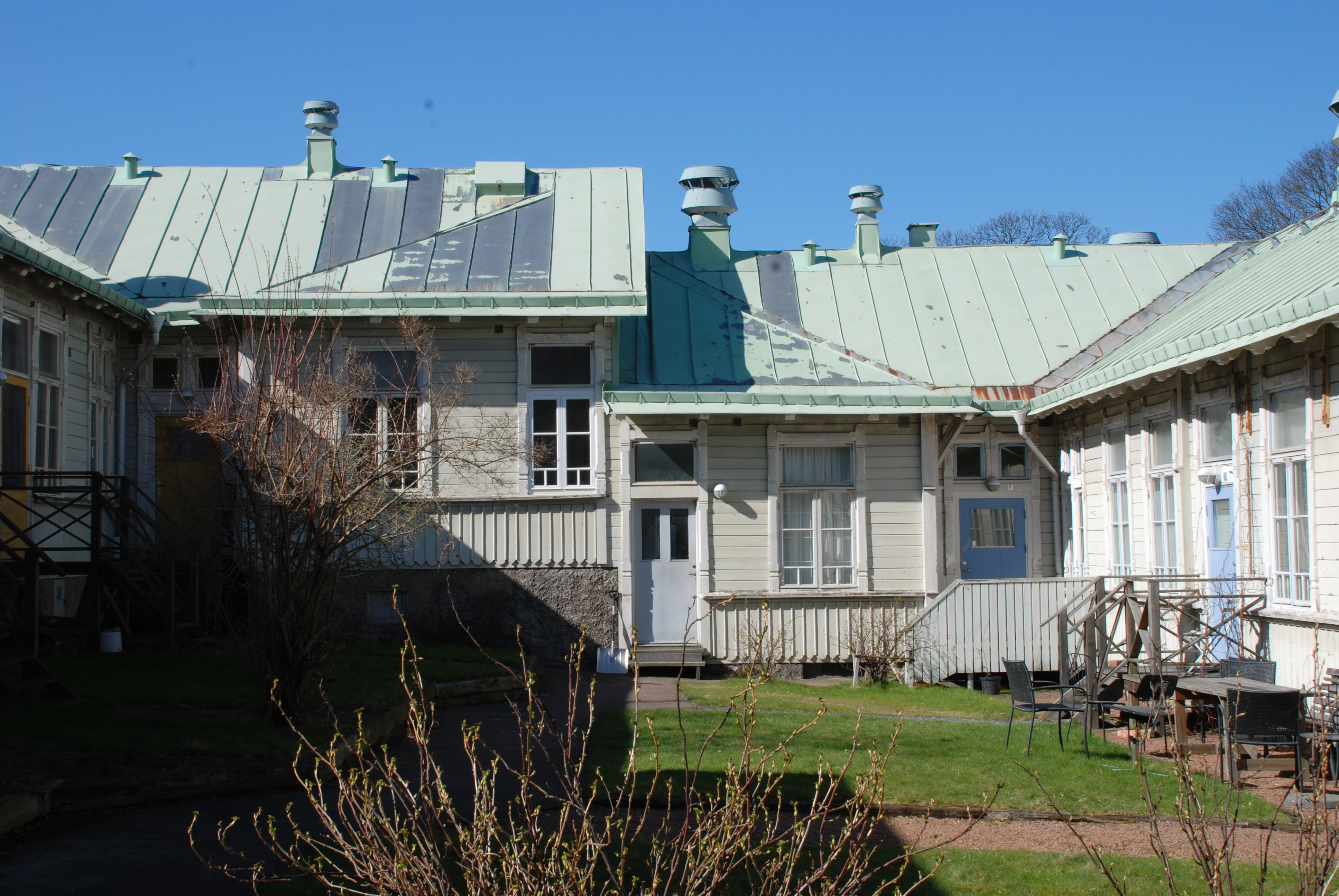
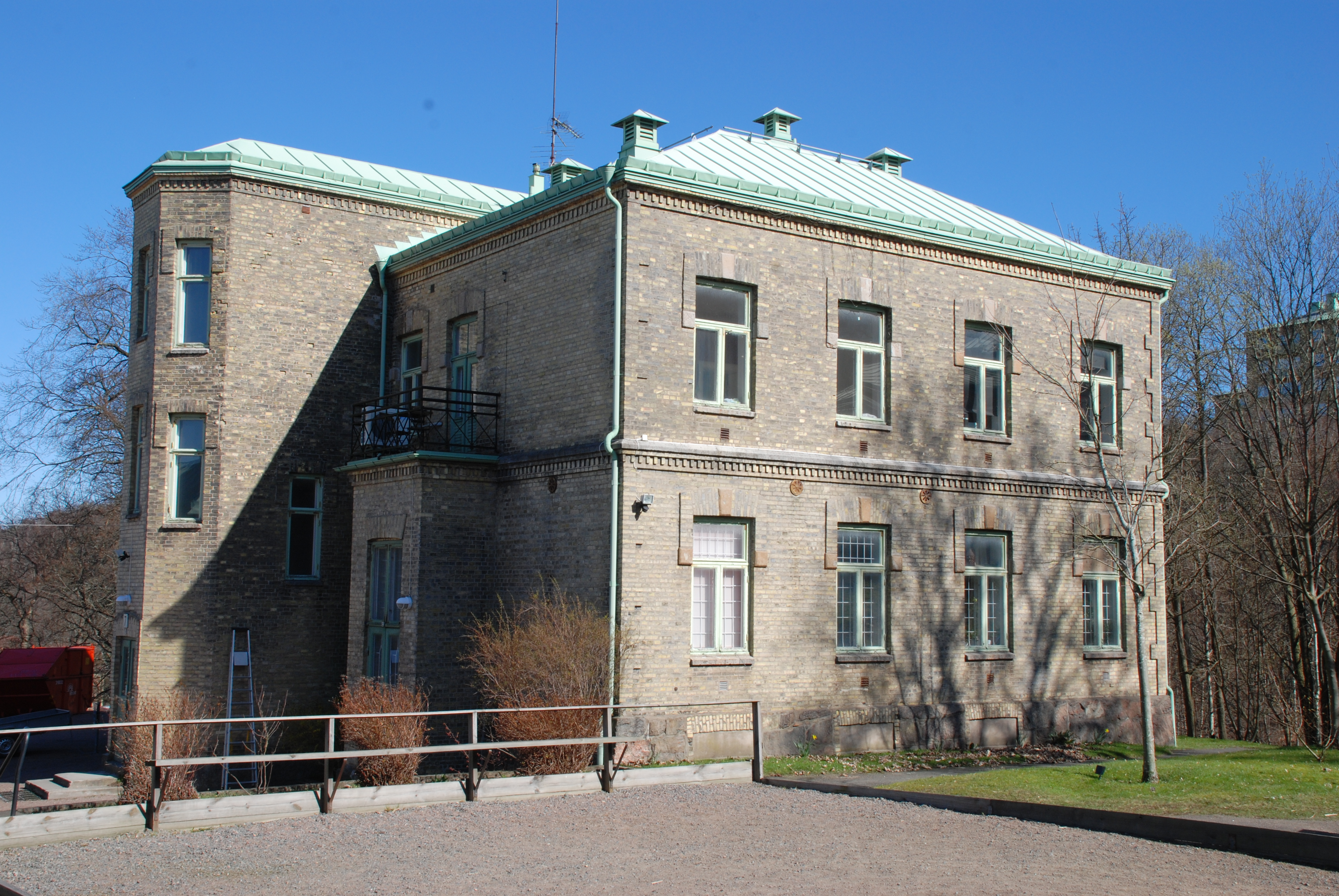
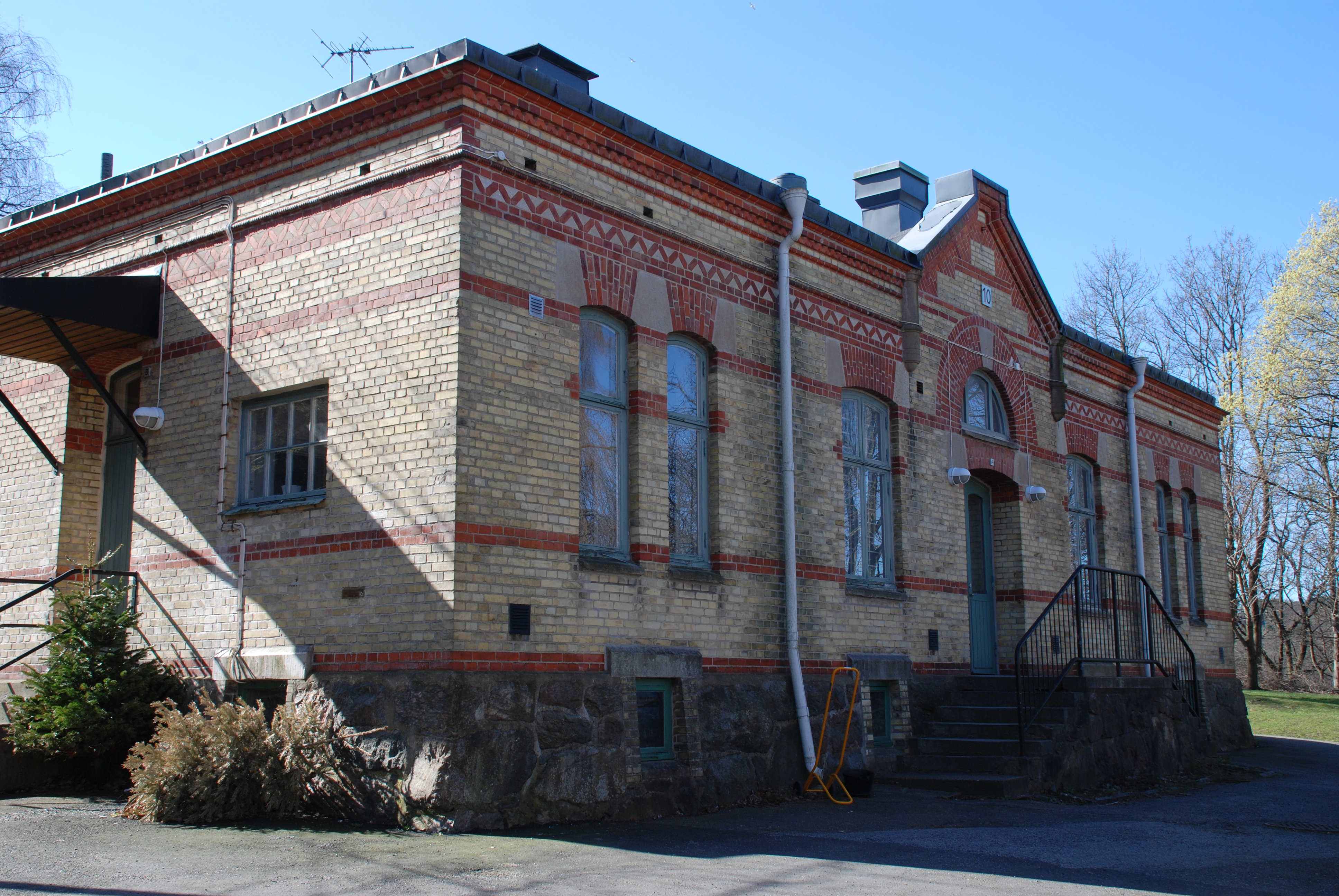
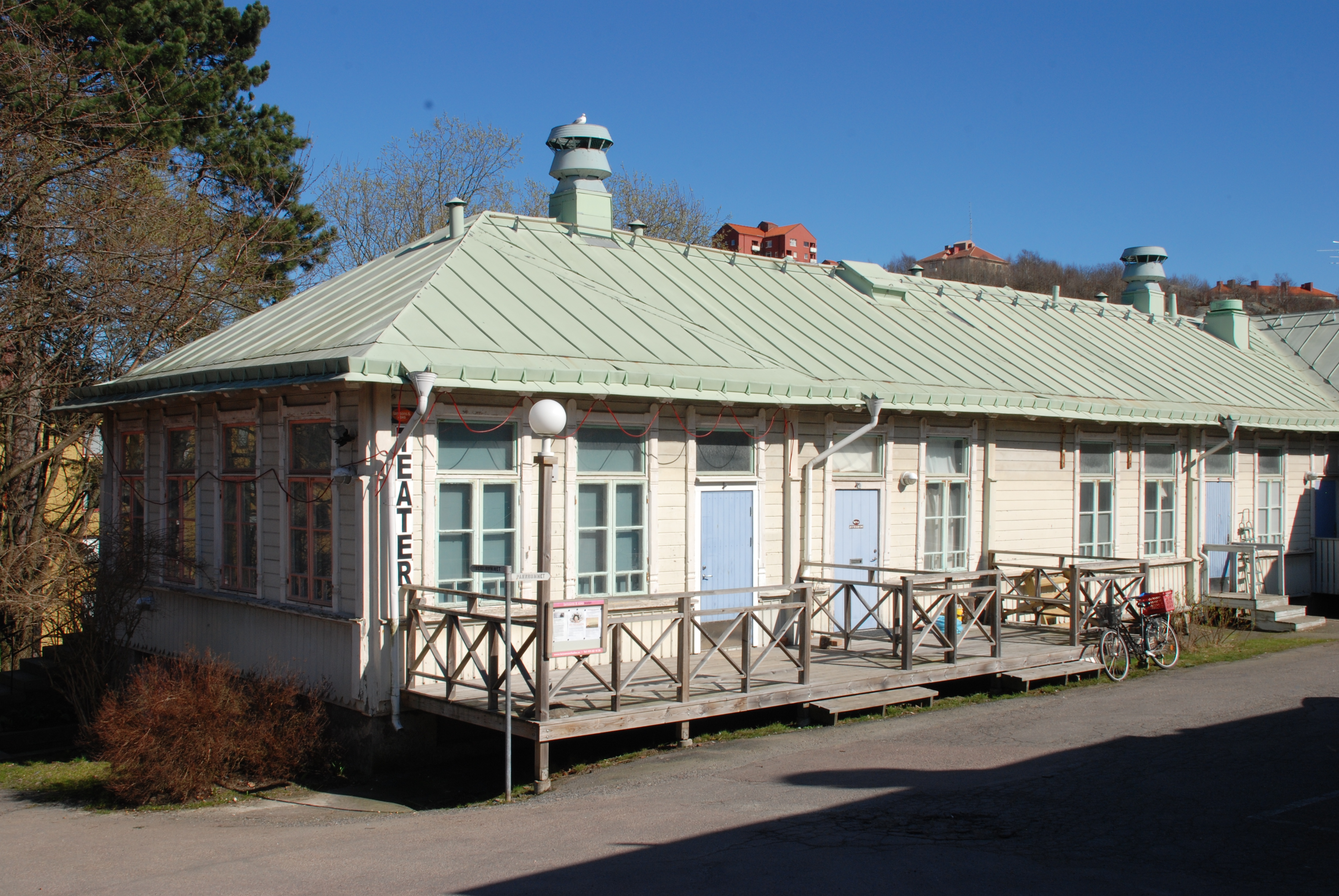
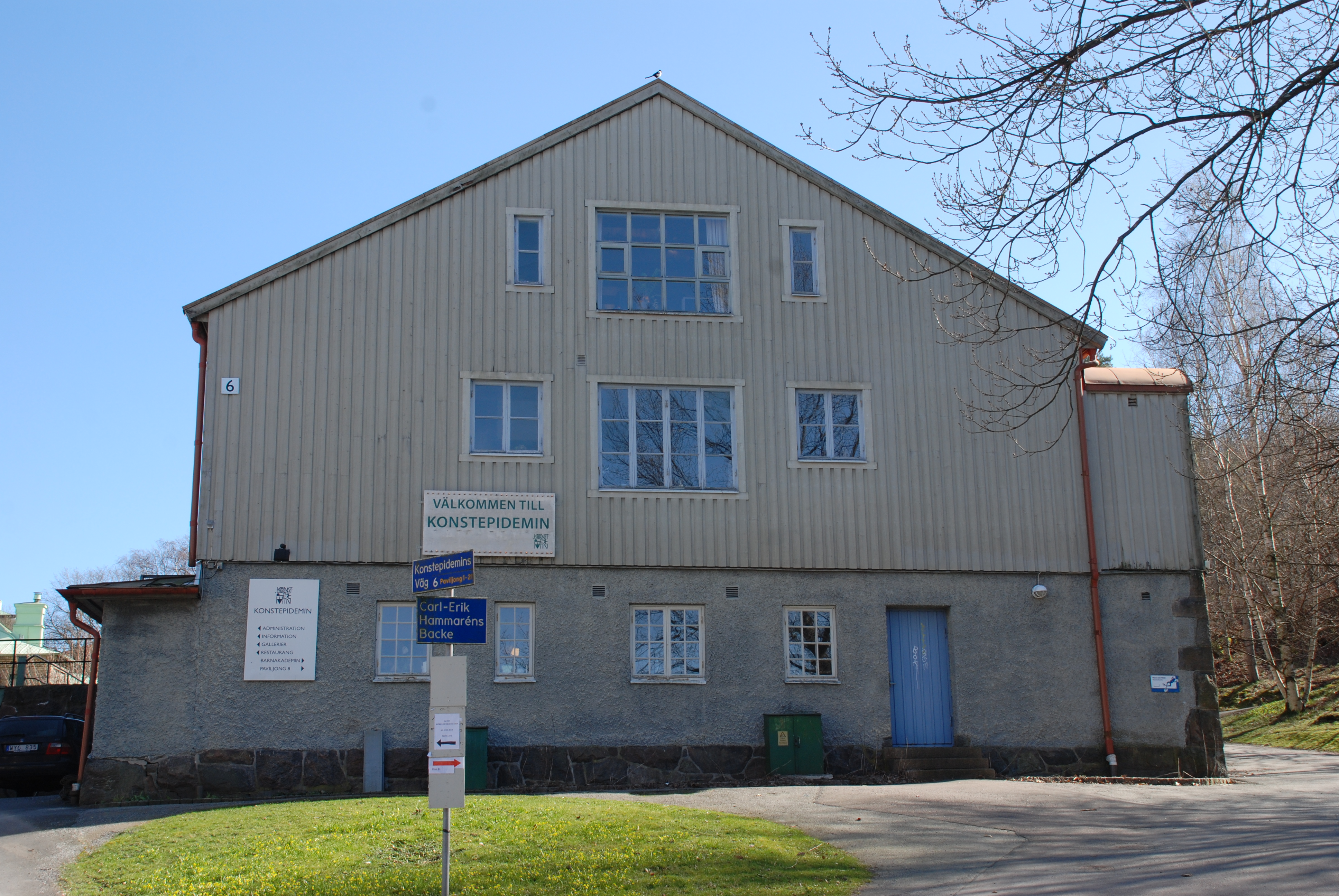
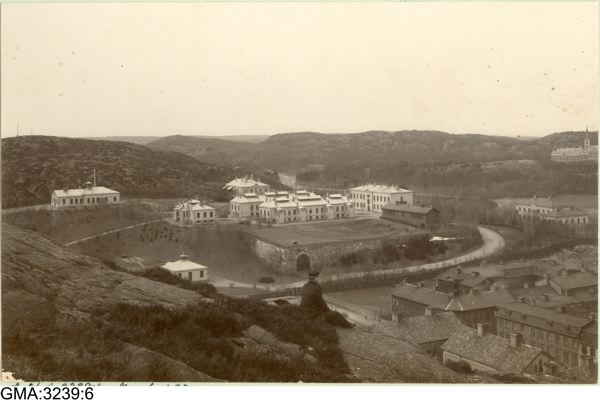
Epidemisjukhuset (Konstepidemin) ca 1900.